# ستيف جيلكريست
ستيف جيلكريست هو سياسي كندي، ولد في 7 يوليو 1954 في تورونتو في كندا. حزبياً، نشط في حزب أونتاريو المحافظ التقدمي. وقد انتخب عضو برلمان مقاطعة أونتاريو.